# Le Petit Boxeur
Pour plus de détails, voir Fiche technique et Distribution.
Le Petit Boxeur est un téléfilm français de 90 minutes réalisé par Jacques Krier et écrit par André Stil, diffusé pour la première fois le mardi 7 septembre 1971 à 21h00 sur la seconde chaîne de l’ORTF. 

## Synopsis
Le film se déroule dans une ville minière du Nord où l’on suit la destinée de la famille de Bernard, boxeur amateur, partagé entre le ring, l’usine et la mine. 

## Fiche Technique
- Titre : Le Petit Boxeur
- Réalisation : Jacques Krier
- Scénario : André Stil
- Année : 1971
- Durée : 90 min
- Genre : Drame
- Pays : France
- Production : INA (Ortf)

## Distribution
- Joël Sider : Bernard I
- Richard Lahousse : Bernard II
- Bernard Dylbaitys : Bernard III
- Lysiane Dylbaitys : Lysiane
- Jean Ver Hoewen : Jean
- Roger Marchetini : le professeur dit Kid Roger
- André Stil : Sonia Dylbaitys (Sonia)
- Roger Lenne : l'entraîneur
- Raoul Fontaine : Raoul Fontaine
- Martine Lahousse : Clara
- Georges Perrot : Georges Perrot
- Patricia Dylbaitys : Patricia

## Autour du film
- Ce téléfilm attachant est interprété par des comédiens qui sont des ouvriers de la région de Condé-sur-Escaut. Le rôle de Bernard est interprété par trois jeunes boxeurs du Nord, dont le vice-champion de France amateurs Bernard Dylbaitys, lequel fait preuve d’une présence étonnante. Sa fiancée est interprétée par sa propre épouse dans la vie. Le naturel des personnages qui évoluent dans leur milieu témoigne d’une grande authenticité.
- L’esprit de la boxe est bien présent, que ce soit sur le ring ou durant l’entraînement en salle.
- Ce téléfilm nous offre la possibilité de découvrir l’univers austère de Jacques Krier, avec des paysages souvent gris qui nous donnent à contempler une étrange beauté.
- Le scénario est écrit par André Stil, qui a baigné dans le milieu ouvrier du Nord minier et métallurgique de la France.

## Diffusion
- Première diffusion: Mardi 7 septembre 1971 à 21h00 sur la 2nd chaine de l’ORTF.
- Le film fut diffusé le vendredi 30 septembre 2010 lors d’un colloque sur André Stil au sein de la bibliothèque de Valenciennes.
- Il fut également diffusé le dimanche 6 février 2011 lors de la deuxième édition du festival « Filmer le Travail » à Poitiers.